# يويوغي-أويهارا (محطة)

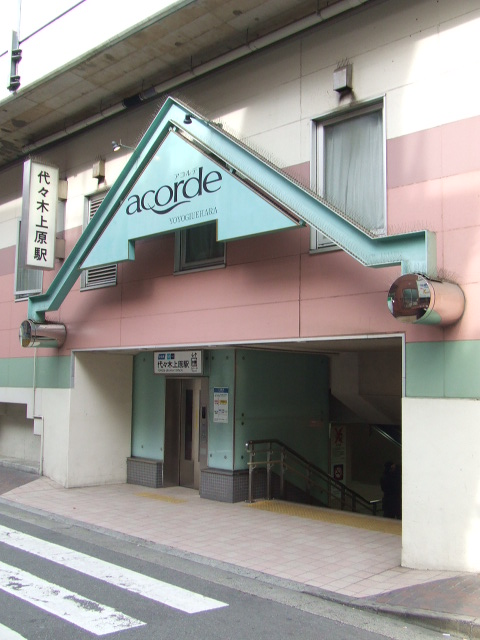
المدخل الجنوبي للمحطة

محطة يويوغي-أويهارا (باليابانية: 代々木上原駅، يويوغي-أويهارا-إكي) هي محطة قطار على خط أوداكيو أوداوارا وخط تشيودا تقع في حي شيبويا، طوكيو، اليابان. رقمها هو C-01 ضمن مترو طوكيو.

## التاريخ
افتتحت المحطة كنقطة توقف على خط أوداكيو أوداوارا في 1 أبريل، 1927.
بدأت شركة إيدان (الآن مترو طوكيو) الخدمة في المحطة في 31 مارس، 1978.

## الخطوط
- شركة أوداكيو للسكك الحديدية الكهربائية (Odakyu Electric Railway)
  - خط أوداكيو-أوداوارا (Odakyu Odawara Line)
- شركة مترو طوكيو (Tokyo Metro)
  - خط تشيودا (Chiyoda Line)

## المحطات المتاخمة
| «                                      |                                        | الخدمة                                 |                                        | »                                         |
| شركة أوداكيو للسكك الحديدية الكهربائية | شركة أوداكيو للسكك الحديدية الكهربائية | شركة أوداكيو للسكك الحديدية الكهربائية | شركة أوداكيو للسكك الحديدية الكهربائية | شركة أوداكيو للسكك الحديدية الكهربائية    |
| -------------------------------------- | -------------------------------------- | -------------------------------------- | -------------------------------------- | ----------------------------------------- |
| يويوغي-هاتشيمان                        |                                        | خط أوداكيو-أوداوارا محلي               |                                        | هيجاشي-كيتازاوا                           |
| شينجوكو                                |                                        | خط أوداكيو-أوداوارا سيمي اكسبرس مناطقي |                                        | شيمو-كيتازاوا                             |
| شينجوكو يويوغي-كوين من خلال خط تشيودا  |                                        | خط أوداكيو-أوداوارا سيمي اكسبرس        |                                        | شيمو-كيتازاوا                             |
| شينجوكو يويوغي-كوين من خلال خط تشيودا  |                                        | خط أوداكيو-أوداوارا اكسبرس             |                                        | شيمو-كيتازاوا                             |
| يويوغي-كوين من خلال خط تشيودا          |                                        | خط أوداكيو-أوداوارا تاما اكسبرس        |                                        | شيمو-كيتازاوا                             |
| شينجوكو                                |                                        | خط أوداكيو-أوداوارا اكسبرس سريع        |                                        | شيمو-كيتازاوا                             |
| شركة مترو طوكيو                        |                                        |                                        |                                        |                                           |
| يويوغي-كوين (C-02)                     |                                        | خط تشيودا محلي                         |                                        | المحطة الأخيرة                            |
| يويوغي-كوين (C-02)                     |                                        | خط تشيودا سيمي اكسبرس                  |                                        | شيمو-كيتازاوا من خلال خط أوداكيو-أوداوارا |
| يويوغي-كوين (C-02)                     |                                        | خط تشيودا اكسبرس                       |                                        | شيمو-كيتازاوا من خلال خط أوداكيو-أوداوارا |
| يويوغي-كوين (C-02)                     |                                        | خط تشيودا تاما اكسبرس                  |                                        | شيمو-كيتازاوا من خلال خط أوداكيو-أوداوارا |

## المنطقة المحيطة
طريق طوكيو العاصمي 413 (إنوكاشيرا-دوري) يتقاطع مع خط أوداوارا إلى الغرب من محطة. هناك العديد من المؤسسات ذات الصلة بالموسيقى تقع بالقرب من المحطة، وكذلك مسجد طوكيو كامي.